# Víctor Osorio Reyes
Victor Osorio Reyes, periodista xilè, va ser un dels principals fundadors del Comitè Pro FESES l'abril de 1985, sota la dictadura militar d'Augusto Pinochet. El comitè Pro FESES va agrupar els estudiants secundaris en oposició al règim castrense, aixecant la lluita contra el seu projecte d'educació de mercat i proposant-se la reconstrucció de la FESES (Federació d'Estudiants Secundaris de Santiago), principal organització dels estudiants secundaris fins a l'11 de setembre de 1973, quan va ser proscrita.
El moviment estudiantil secundari va ser un dels moviments socials clau en la lluita contra el règim militar, arribant el maig de 1986 a encapçalar la paralització de la majoria dels estudiants de Santiago en rebuig del projecte de traspàs de l'administració dels liceus a les municipalitats (municipalització). Aquell mateix any, l'organització va integrar l'Assemblea Nacional de la Civilitat, multigremial que en va convocar el 2 i 3 de juliol a l'Atur Nacional de major envergadura en la història recent del país.
La trajectòria del moviment estudiantil secundari durant la dictadura militar va ser recollida pel documental Actores Secundaris, n'estrenat el novembre de 2004, un de dels més vistos en la història del cinema xilè i que va ser una de les fonts d'inspiració de l'atur nacional que els estudiants secundaris van realitzar el maig del 2006.
Des dels anys 90, Osorio es va dedicar al periodisme, laborando en mitjans de comunicació com el diari La Nación i la revista Ercilla, a més de ser Editor Nacional de l'Agència United Press International, UPI, i Editor d'Informacions i Reportatges del diari El Metropolitano.
També va ser coautor del llibre d'investigació periodística "Els Fills de Pinochet" (Editorial Planeta, Santiago, 1995) i va ser un dels 62 periodistes que van participar en l'obra col·lectiva "Morir és la Notícia" (Ernesto Carmona Editor, Santigo, 1997). Va rebre una menció honrosa en la Vuitena Versió del Premi Llatinoamericà de Periodisme José Martí, patrocinat per l'Agència Informativa Llatinoamericana Premsa Llatina.
Actualment és director periodístic del diari electrònic Crònica Digital.